# 志村洋子 (教育学者)
志村 洋子（しむら ようこ、1950年10月18日 - ）は、日本の音楽教育学者、埼玉大学名誉教授。

## 略歴
和歌山県生まれ。1973年東京芸術大学音楽学部声楽科卒、1977年同大学院修士課程修了、1978年埼玉大学教育学部講師、1983年助教授、1997年教授。2005-2008年埼玉大学教育学部附属中学校校長を併任。2016年定年退任、名誉教授となる。2003年「乳児の音声における非言語情報に関する実験的研究」で東京学芸大学博士（教育学）。

## 著書
- 『赤ちゃん語がわかりますか マザリーズ育児のすすめ』 (メイツ博士の本)丸善メイツ 1989
- 『赤ちゃんとの話し方 0歳児の頭と心を育てる"マザリーズ"のすすめ』 (ゴマブックス)ごま書房 1993
- 『母と子の初めての音楽体験 「子どもは天才!」音楽のある育て方』音楽之友社 1996
- 『ベビーメッセージ 赤ちゃんの気持ちがわかる「語りかけ育児」』ゴマブックス 2002
- 『乳児の音声における非言語情報に関する実験的研究』風間書房 2005

### 共著
- 『運動・遊び・音楽』 (赤ちゃん学で理解する乳児の発達と保育）小西行郎,小西薫共著 中央法規出版 2017

### 翻訳
- スティーヴン・マロック, コルウィン・トレヴァーセン編『絆の音楽性 つながりの基盤を求めて』根ケ山光一,今川恭子, 蒲谷槙介, 羽石英里, 丸山慎共監訳 音楽之友社 2018